# Цикли на Миланкович
Циклите на Миланкович описват съвкупното влияние на промените в движенията на Земята върху климата ѝ в продължение на хиляди години. Терминът е кръстен на сръбския геофизик и астроном Милутин Миланкович. През 1920-те години той изказва хипотеза, че вариации в ексцентрицитета, наклона на оста и прецесията на земната орбита могат да доведат до периодични изменения в слънчевото лъчение, достигащо Земята, което силно влияе на климатичните модели на Земята.
Подобни астрономически хипотези са изказвани и през 19 век от Дзоузеф Адемар, Джеймс Крол и други, но потвърждаването им се оказва трудна задача, тъй като не съществуват надеждни датирани доказателства и защото не е ясно кои периоди са важни.
В днешно време се изследват вещества на Земята, които не са били променяни в продължение на хиляди години (набавени от скали, лед и океанска кора), като по този начин се открива историята на земния климат. Макар като цяло те да съответстват на хипотезата на Миланкович, все още има някои наблюдения, които не могат да бъдат обяснени от хипотезата.

## Движения на Земята
Въртенето на Земята около оста ѝ и въртенето ѝ около Слънцето се променят с течение на времето, вследствие на гравитационни взаимодействия с други тела в Слънчевата система. Вариациите са сложни, но няколко цикъла преобладават.
Земната орбита варира между почти кръгова и леко елиптична (ексцентрицитетът ѝ се мени). Когато орбитата се издължи, има по-голямо изменение в разстоянието между Земята и Слънцето, както и в количеството слънчеви лъчи, по различни времена от годината. Освен това, наклона на оста на Земята също се променя леко. По-големият наклон прави сезоните по-крайни. Посоката на неподвижните звезди, към които сочи оста на Земята, също се променя (аксиална прецесия), докато елиптичната орбита на Земята около Слънцето се върти (апсидиална прецесия). Комбинираното въздействие от това е, че близостта до Слънцето се изменя през различните астрономически сезон.
Миланкович изучава промените на тези движения на Земята, които изменят количеството слънчева радиация, достигаща планетата. Той набляга върху промените, които настъпват на 65° северна ширина, поради голямото количество суша на тази ширина. Масите суша променят температурата си по-бързо от океаните, поради смесването на повърхността и дълбоките води, както и факта, че почвата има по-малка обемна топлоемкост от водата.

### Орбитална форма (ексцентрицитет)
Орбитата на Земята представлява приблизително елипса. Ексцентрицитетът измерва отклонението на тази елипса от това да описва идеален кръг. Формата на земната орбита се различава между почти кръгова (с най-малък ексцентрицитет от 0,000055) и леко елиптична (с най-голям ексцентрицитет от 0,0679). Геометричната и логаритмичната ѝ средна стойност е 0,0019. Големият компонент на тези вариации възниква на всеки 413 000 години (вариация на ексцентрицитета от ±0,012). Други компоненти имат периоди от 95 000 и 125 000 години. Те се комбинират грубо в цикъл от 100 000 години. Ексцентрицитетът в днешно време е 0,017 и намалява.
Ексцентрицитетът се изменя главно поради гравитационното притегляне на Юпитер и Сатурн. Обаче, голямата полуос на орбиталната елипса остава непроменена. Според пертурбационната теория, която изчислява еволюцията на орбитата, голямата полуос е непроменлива. Орбиталният период (продължителността на звездната година) също е инвариантен, тъй като според третия закон на Кеплер, той се определя от голямата полуос.

#### Влияние върху температурата
Голямата полуос е постоянна и следователно, когато земната орбита е ексцентрична, малката полуос се скъсява. Това увеличава големината на сезонните промени.
| Година | Северно полукълбо      | Южно полукълбо         | Дата: GMT              | Продължителност на сезона |
| ------ | ---------------------- | ---------------------- | ---------------------- | ------------------------- |
| 2005   | Зимно слънцестоене     | Лятно слънцестоене     | 21 декември 2005 18:35 | 88,99 дни                 |
| 2006   | Пролетно равноденствие | Есенно равноденствие   | 20 март 2006 18:26     | 92,75 дни                 |
| 2006   | Лятно слънцестоене     | Зимно слънцестоене     | 21 юни 2006 12:26      | 93,65 дни                 |
| 2006   | Есенно равноденствие   | Пролетно равноденствие | 23 септември 2006 4:03 | 89,85 дни                 |
| 2006   | Зимно слънцестоене     | Лятно слънцестоене     | 22 декември 2006 0:22  | 88,99 дни                 |
| 2007   | Пролетно равноденствие | Есенно равноденствие   | 21 март 2007 0:07      | 92,75 дни                 |
| 2007   | Лятно слънцестоене     | Зимно слънцестоене     | 21 юни 2007 18:06      | 93,66 дни                 |
| 2007   | Есенно равноденствие   | Пролетно равноденствие | 23 септември 2007 9:51 | 89,85 дни                 |
| 2007   | Зимно слънцестоене     | Лятно слънцестоене     | 22 декември 2007 06:08 |                           |

Относителното увеличаване на слънчевите лъчи при най-близкото положение на Слънцето (перихелий) в сравнение с лъчите при най-далечното положение (афелий) е малко повече от четири пъти ексцентрицитета. За сегашния орбитален ексцентрицитет на Земята, попадащите слънчеви лъчи варират с около 6,8%, докато разстоянието до Слънцето варира само с 3,4% (5,1 милиона километра). Перихелий в днешно време настъпва около 3 януари, докато афелий настъпва около 4 юли. Когато орбитата е достигнала своя максимален ексцентрицитет, количеството слънчеви лъчи при перихелий ще е около 23% повече, отколкото при афелий. Обаче, земният ексцентрицитет е винаги толкова малък, че вариацията в слънчеви лъчи е само малък фактор при сезонното климатично изменение, в сравнение с наклона на оста и дори в сравнение с относителната лекота на загряване на големите маси от суша в северното полукълбо.

#### Влияние върху продължителността на сезоните
Сезоните могат да се разглеждат като квадранти на земната орбита, обозначавани от двете слънцестоения и двете равноденствия. Вторият закон на Кеплер гласи, че тяло в орбита следва една и съща площ за едно и също време, а орбиталната му скорост е най-висока при перихелий и най-ниска при афелий. Земята прекарва по-малко време по-близо до перихелий и повече време в близост до афелий. Това означава, че продължителността на сезоните варира.
Перихелият настъпва около 3 януари, така че по-високата скорост на Земята скъсява зимата и есента в северното полукълбо. Лятото в северното полукълбо е с 4,66 дни по-дълго от зимата, а пролетта е с 2,9 дни по-дълга от есента.
По-големият ексцентрицитет увеличава измененията в орбиталната скорост на Земята. Към днешно време орбитата на Земята намалява ексцентрицитета си, което ще направи сезоните в бъдеще по-сходни по продължителност.

### Наклон на оста
Ъгълът на наклона на земната ос спрямо равнината на орбитата варира между 22,1° и 24,5° за период от около 41 000 години. Текущият наклон е 23,44°, което е грубо по средата между двете крайни стойности. Наклонът е бил максимален през 8700 г. пр. н. е. Днес намалява, като ще достигне своя минимум към 11 800 г.
Повишеният наклон увеличава амплитудата на сезонния цикъл, предоставяйки повече слънчеви лъчи през лятото и по-малко през зимата във всяко полукълбо. Обаче, този ефект не е равномерен навсякъде по земната повърхност. Големият наклон увеличава годишното количество слънчеви лъчи при по-големи географски ширини, но го намалява по-близо до екватора.
Текущата тенденция на намаляване на наклона ще доведе със себе си по-меки сезони (по-топли зими и по-хладни лета), както и цялостно захлаждане. Тъй като повечето от снега и ледовете на планетата се намират при по-големите географски ширини, намаляването на наклона на оста може да подпомогне настъпването на ледников период, поради две причини: ще има по-малко общо количество слънчеви лъчи и също по-малко лъчи при по-големите географски ширини, поради което ще се разтапят по-малко снегове и лед отпреди.

### Аксиална прецесия
Аксиалната прецесия е тенденцията на посоката на земната ос спрямо неподвижните звезди, имаща период от 25 771,5 години. Това движение означава, че по някое време Полярната звезда вече няма да е северната полярна звезда. Това се причинява от приливните сили, упражнявани от Слънцето и Луната върху твърдите части от Земята. И двете тела имат грубо еднакъв принос за този ефект.
Към днешно време, перихелият настъпва по време на лятото в южното полукълбо. Това означава, че слънчевите лъчи, поради наклона на южното полукълбо към Слънцето и поради близостта на Земята до Слънцето, достигат максимума си през лятото и минимума си през зимата. Ефектите на затопляне е кумулативен, което ще рече, че сезонните вариации в слънчевите лъчи в южното полукълбо, са по-резки. В Северното полукълбо тези два фактора достигат максимум по различни времена от годината: северът е наклонен към Слънцето, когато Земята е най-далече от Слънцето. Двата ефекта работят в противоположни посоки, което води до по-малко резки отклонения в слънчевите лъчи.
След около 13 000 години северният полюс ще е наклонен към Слънцето, когато Земята е в перихелий. Наклонът на оста и орбиталният ексцентрицитет ще допринесат за максималното повишение на слънчевите лъчи по време на лятото в северното полукълбо. Прецесията ще доведе до по-крайни промени в облъчването на северното полукълбо и по-умерени промени в южното.
Когато земната ос застане така, че афелият и перихелият да се случват около равноденствията, наклонът на оста няма да е подравнен с ексцентрицитета.

### Апсидална прецесия
Самата орбиталната елипса също извършва прецесивно движение в пространството, което е с неравномерна природа, завършвайки пълен оборот на всеки 112 000 години спрямо неподвижните звезди. Апсидалната прецесия възниква в равнината на елипсата и променята ориентацията на земната орбита спрямо елипсата. Това се случва главно в резултат на взаимодействие с Юпитер и Сатурн. Малко въздействие поражда и сплеснатостта на Слънцето.
Апсидалната прецесия се комбинира с 25 771,5-годишния период на аксиалната прецесия, при което се променя позицията в годината, през която Земята достига перихелий. Апсидалната прецесия съкращава този период до средно 23 000 години.
Докато ориентацията на земната орбита се променя, всеки сезон постепенно започва по-ранно през годината. Прецесията означава, че неравномерното движение на Земята би засегнало различните сезони. Когато земните апсиди се подравнят с равноденствията, продължителността на пролетта и лятото заедно ще е равна на тази на есента и зимата.

### Инклинация
Инклинацията на земната орбита се мести нагоре и надолу спрямо настоящото ѝ положение. Това триизмерно движение понякога се нарича „прецесия на елипсата“ или „планетарна прецесия“. Текущата инклинация на Земята спрямо постоянната равнина (равнината, представляваща ъгловия момент на Слънчевата система) е 1,57°. Миланкович не изследва апсидалната прецесия. Тя е открита сравнително скоро и е измерена спрямо земната орбита, имайки период от около 70 000 години. Обаче, когато се измери независимо от земната орбита, а спрямо постоянната равнина, прецесията има период от около 100 000 години. Този период е много сходен със 100 000-годишния период на ексцентрицитета. И двата периода съвпадат със 100 000-годишния модел на ледниковите събития.

## Текущо и бъдещо състояние
Тъй като орбиталните изменения са предсказуеми, всеки модел, който съотнася орбиталните вариации към климата, може да се използва за прогнозиране на бъдещия климат, но с две уговорки: механизмът, чрез който орбиталните изменения влияят на климата, не е окончателен и неорбиталните въздействия могат също да бъдат важни (например, човешкото влияние върху околната среда като цяло увеличава парниковите газове, което води до по-топъл климат).
Често цитиран орбитален модел от 1980 г. на Джон Имбри предсказва дългосрочно захлаждане, което е започнало преди около 6000 г. и ще продължи през следващите 23 000 г. По-скорошните проучвания сочат, че орбиталните изменения постепенно ще увеличават количеството слънчеви лъчи при 65° северна ширина през следващите 25 000 години. Земната орбита ще има все по-малък ексцентрицитет през следващите 100 000 години, така че промените в слънчевото лъчение ще зависят главно от промените в наклона на оста, и не би трябвало да се отклонят толкова, че да се създадат условия за нов ледников период през следващите 50 000 години.

## Извън Земята
Другите тела в Слънчевата система също претърпяват орбитални изменения като циклите на Миланкович.
Марс няма достатъчно голям спътник, който да стабилизира наклона на оста му, който варира между 10° и 70°. Това обяснява скорошните наблюдения на повърхността на планетата, сравнени с доказателства за различни условия в миналото ѝ, като например обхвата на полярните ѝ шапки.
Спътникът на Сатурн Титан има цикъл от около 60 000 години, който би променил местоположението на метановите му езера. Спътникът на Нептун Тритон има вариация, която е подобна на тази на Титан, която би накарала залежите му от втвърден азот да се преместят с течение на времето.
Учените, използващи компютърни модели за изучаване на екстремните наклони на оста у екзопланети, са заключили, че наклонът на оста би предизвикал екстремни климатични условия, които биха застрашили земеподобния живот. Установено е, че големият наклон не би стерилизирал напълно дадена планета, но би затруднил топлокръвния живот на сушата. Макар изучаваните наклони да са много по-крайни от това, което Земята някога е претърпявала, съществува сценарий относно 1,5 – 4,5 милиарда години в бъдещето, при който стабилизиращото въздействие на Луната ще намалее и наклонът на Земята ще излезе от днешните си граници и може да се насочи директно към Слънцето.